# 左拉故居
左拉故居（maison d'Émile Zola）是法国作家埃米尔·左拉的一处住宅，位于法兰西岛大区伊夫林省梅塘的巴斯德街26号。

## 历史
左拉于1878年购买，后来扩建。它自2011年10月3日起关闭，将于2020年重新开放。

## 梅塘别墅
1878年，埃米尔·左拉用小说《小酒店》的收益买下了这栋房子。《小酒店》出版于1877年，是《卢贡-马卡尔家族》系列的第七部。房子按照他的想法进行了扩建，修筑了两个楼，分别名为“萌芽”（Germinal）和“娜娜”（Nana），用这两部书的收益建成。他拥有房子24年，直到1902年去世。从1878年至1902年，梅塘是左拉的主要住所，每年在这里度过8个月，冬季返回巴黎。但左拉自己拥有的住宅只有梅塘一处，他在普罗旺斯地区艾克斯和巴黎的两处住所均系租用。
1905年，遗孀亚历山大·左拉将别墅捐赠给公共援助医院，以建立一个疗养医院。
1888年，他爱上了梅塘别墅的让娜·罗泽特。他与让娜生了两个孩子。直到去世，左拉过着双重的生活。他把他的第二个家搬到了巴黎，然后搬到塞纳河畔特列勒，又搬到梅塘附近的塞纳河畔韦尔讷伊。左拉死后，他的妻子亚历山大·左拉承认了左拉与让娜·罗泽特的两个亲生孩子。
左拉似乎很欣赏这所房子（靠近他的情妇和巴黎），为此，他写了八部小说，包括《萌芽》、《娜娜》、《人面兽心》和《妇女乐园》。

## 梅塘集团

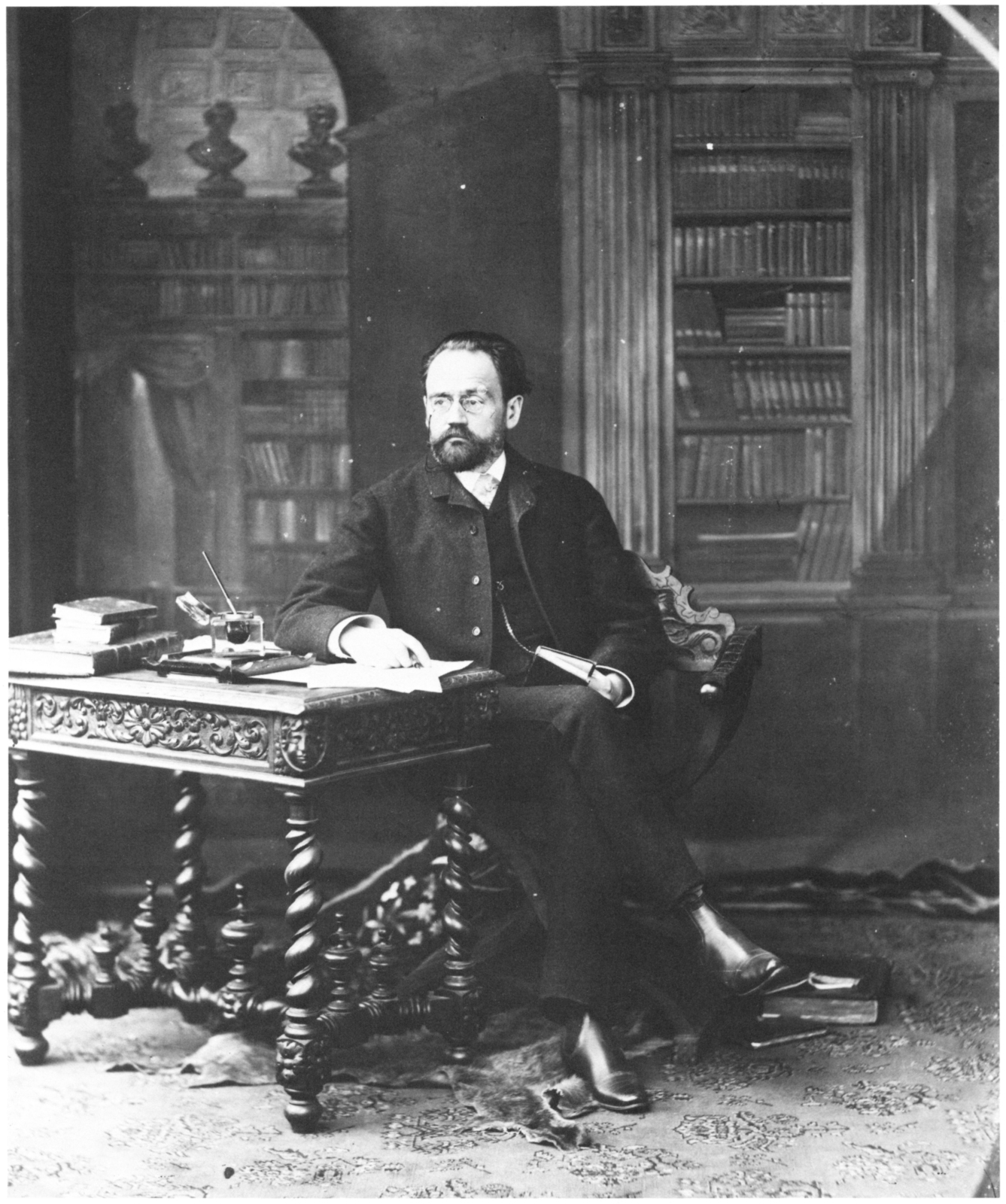
埃米尔·左拉,纳达尔拍摄

《梅塘之夜》（Les Soirées de Médan）是一部小说集，汇集了埃米尔·左拉、居伊·德·莫泊桑、若利斯·卡尔·于斯曼、昂利·塞阿尔（Henry Céard）、莱昂·埃尼克（Léon Hennique）和保尔·阿莱克西（Paul Alexis）的六篇短篇小说，由巴黎出版商G.查彭蒂埃出版于1880年4月15日。
莱昂·埃尼克在1930年《梅塘之夜》五十周年纪念版的序言中提到，这个想法和小说集的名称，萌生于左拉巴黎公寓冬日的一次聚餐，那一天，埃尼克、莫泊桑、于斯曼、塞阿尔和阿莱克西都在，埃米尔·左拉唤起六位朋友各自关于1870年普法战争的各种回忆，提出了六个人各写一篇短篇小说结成一集的想法，而塞阿尔立即建议采用《梅塘之夜》这个标题，可能是为了回忆在美丽的季节里，在梅塘度过的美好时光。

## 博物馆
埃米尔·左拉博物馆于1984年在梅塘别墅落成。每年10月的第一个星期日，埃米尔·左拉之友文学协会都会组织朝圣活动。
1982/1983年，梅塘别墅成为护理学校。